# Аревік (фільм)
«Аревік» — радянський художній фільм 1978 року, знятий на студії «Вірменфільм».

## Сюжет
У сюжеті фільму — складна психологічна ситуація, в якій опинилася головна героїня фільму — Аревік. Водій (Андранік) найнятий нею таксист потрапляє в аварію, збивши пішохода. Від пропозицій друзів Андраніка дати неправдиві свідчення в ім'я його порятунку, Аревік відмовляється. Водій потрапляє до в'язниці, залишаються без батьків його діти, але дбати про них починає Аревік.

## У ролях
- Софіко Чіаурелі —  Аревік Геворкян
- Армен Джигарханян —  Андранік Андреасян
- Хорен Абраамян —  Жора
- Рамаз Чхіквадзе —  слідчий
- Ніна Гюзалян —  маленька Аревік
- Карен Джангірян —  художник
- Карен Джанібекян —  шофер
- Азат Шеренц —  гість
- Аруся Азнавурян —  бабуся
- Овік Мінасян —  Овік
- Сергій Чолахян —  дядько маленької Аревік
- Людмила Оганесян —  тітка маленької Аревік
- Нонна Петросян —  мама однокласника Карена
- Арутюн Джінанян —  закоханий в Аревік
- Ерванд Манарян —  Мартун
- Мілена Амамджян —  подруга Аревік
- Размік Ароян —  гість
- Аркадій Айрапетян —  директор заводу
- Маргарита Мурадян —  сусідка
- Марія-Роза Абусефьян —  господиня квартири
- Ася Жамкочян —  подруга Аревік
- Леонард Саркісов —  лікар

## Знімальна група
- Автори сценарію: Гурген Аракелян, Арнольд Агабабов
- Режисери-постановники: Аркадій Айрапетян, Арнольд Агабабов
- Головний оператор: Сергій Ісраелян
- Художник-постановник: Рафаель Бабаян
- Композитор: Тигран Мансурян